# Carlos Tenaud N.º 1
 Carlos Tenaud N.º 1 fue un club de fútbol, oriundo del Cercado de Lima del Perú. También participante y fundador de la Liga Peruana de Fútbol.

## Historia
Carlos Tenaud N.º 1 era un club del Cercado de Lima de la Provincia de Lima , Departamento de Lima , Perú. Su nombre es un homenaje al héroe de la aviación civil, Carlos Tenaud Pomar. 
 Carlos Tenaud N.º 1 fue uno de los primeros clubes de Lima en fundar e intregar la Liga Peruana de Fútbol, organizada por el club Miraflores Sporting Club. Participó en la Segunda División del Perú de 1912. 
 Carlos Tenaud N.º 1 no logró ascender a la Primera División del Perú desde entonces.

## Nota de clubes No Relacionados
Los clubes Carlos Tenaud N°1 y Carlos Tenaud Nº2, estaban conformados por estudiantes y trabajadores de la época. Por lo tanto la numeración se dio para diferenciar ambos clubes.Sin embargo, ambos equipos tenían una administración y organización propia. No guarda relación alguna. 

### Club Carlos Tenaud del Callao
- Adicionalmente existió en el Callao, el club Carlos Tenaud (también denominado Carlos Tenaud N°3). El equipo chalaco logró ascender y participar a la división intermedia de 1926. El club no guarda relación alguna, con los dos equipos limeños primarios.

#### Uniforme Carlos Tenaud del Callao
| Titular 1 | Titular 2 |  |

### Sport Carlos Tenaud
- En 1921, en Trujillo, Departamento de la Libertad, se funda el equipo de fútbol Sport Carlos Tenaud. Hasta la fecha el club continua participando en su liga de origen, en el sistema de la Copa Perú.

## Enlace
- El Génesis del Fútbol Peruano
- Tema: La Liga Peruana de Fútbol., Capítulo 4 de La difusión del fútbol en Lima, tesis de Gerardo Álvares Escalona, Biblioteca de la Universidad Nacional Mayor de San Marcos
- Tesis Difusión del Fútbol en Lima
- 105 Aniversario ADPF, Historia

- Datos: Q5751919